# Gemünden (Wohra)
Gemünden település Németországban, Hessen tartományban. Lakosainak száma 3915 fő (2023. december 31.).

## Népesség
A település népességének változása:
| Lakosok száma | 3816 | 3801 | 3829 | 3961 | 3915 |
|               | 2017 | 2019 | 2021 | 2022 | 2023 |